# Richard Narita
Richard Narita (* 15. November 1951 in Los Angeles) ist ein US-amerikanischer Schauspieler.

## Leben
Der Sohn japanischer Einwanderer wurde in Kalifornien geboren. Ende der 60er Jahre ließ sich Narita in Los Angeles zum Schauspieler ausbilden und spielte in Studentenstücken wie im Mai 1969 in „The Impossible Years“. Seit dem Jahresbeginn 1974, als er einen nicht näher benannten Flugpassagier in dem Katastrophenfilm Giganten am Himmel verkörperte, kamen zahlreiche kleine Rollen in Film- und vor allem Fernsehproduktionen, ein Großteil davon Serien, hinzu.
Narita wurde häufig in Krimis besetzt, wo er das Klischee eines zwar kultivierten, aber undurchsichtigen Asiaten – vor allem als Japaner – zu spielen hatte. Gelegentlich erhielt er auch Möglichkeiten, seine komische Seite zu zeigen wie etwa als begriffsstutziger Adoptivsohn des Inspektor Sidney Wang (Peter Sellers), Willie Wang, in dem Krimi-Comedy-Rätselpuzzle Eine Leiche zum Dessert. In der Fernsehserie Magnum spielte er in mehreren späten Folgen drei verschiedene Rollen, darunter zuletzt einen unnachsichtigen Gegenspieler des Titelhelden, und kurz darauf, 1990, wirkte Narita in fünf späten Folgen des Seriendauerbrenners Dallas mit. Seit dem neuen Jahrtausend trat Richard Narita kaum mehr vor die Kamera.
Zudem verkörperte er einen koreanischen Schiffsoffizier im Spiel Command & Conquer Roter Alarm 2. 

## Filmografie (Auswahl)
- 1974: Giganten am Himmel
- 1974: Kung Fu (drei Folgen)
- 1975: Baby Blue Marine
- 1975: Schlacht um Midway
- 1976: Don‘t Call Us
- 1976: Eine Leiche zum Dessert (Murder by Death)
- 1977: M*A*S*H (eine Folge)
- 1977: Wonder Woman (eine Folge)
- 1977: Nowhere to Hide
- 1977: Exo-Man
- 1977: Quincy (eine Folge)
- 1978: Make-up und Pistolen (eine Folge)
- 1978: Last of the Good Guys
- 1978: Sword of Justice (eine Folge)
- 1979: The Last Resort (eine Folge)
- 1979: A Man Called Sloane (eine Folge)
- 1981: Der unglaubliche Hulk (eine Folge)
- 1981: Foul Play (Serie, vier Folgen)
- 1982: Die Himmelhunde von Boragora (eine Folge)
- 1982: Frank Buck – Abenteuer in Malaysia (eine Folge)
- 1983: Die goldene Robbe (The Golden Seal)
- 1983: Agentin mit Herz (zwei Folgen)
- 1983: Operation Osaka
- 1984: Air Force (zwei Folgen)
- 1986: American Geisha
- 1986–88: Magnum (drei Folgen)
- 1987: Island Sons
- 1989: Family Medical Center (eine Folge)
- 1990: Dallas (fünf Folgen)
- 1990: Der Ritter aus dem All
- 1991: Grüße aus dem Jenseits (eine Folge)
- 1991: Nackte Sünde
- 1992: Fatale Begierde
- 1994: Ein Strauß Töchter (eine Folge)
- 1994: Mörderisches Menü
- 1995: Galaxis
- 1995: Down, Out & Dangerous
- 1997: Total Security (eine Folge)
- 1999: Beverly Hills, 90210 (eine Folge)
- 1999: A Vow to Cherish
- 2000: Ein Witzbold namens Carey (eine Folge)
- 2003: Reich und Schön (eine Folge)
- 2006: In Justice (eine Folge)